# جایزه بزرگ فرانسه ۱۹۷۰
جایزه بزرگ فرانسه ۱۹۷۰ (انگلیسی: ‎1970 French Grand Prix‎) یک مسابقهٔ موتوری در رشتهٔ اتومبیل‌رانی فرمول یک بود که در تاریخ ۵ ژوئیهٔ ۱۹۷۰ در پیست چارید واقع در کلرمون-فران، اوورنی، فرانسه برگزار شد. این گراند پری در میان ۱۳ گراند پری در فصل ۱۹۷۰، مسابقهٔ شمارهٔ ۶ بود.
در این مسابقه که در ۳۸ دور و به مسافت ۳۰۶٫۰۹۰ کیلومتر (۱۹۰٫۱۹۶ مایل) برگزار شد، پول پوزیشن توسط ژاکی ایکس کسب شد و سریع‌ترین زمان برای طی یک دور پیست که برابر با ۳:۰۰٫۷۵ بود نیز توسط جک برابام به ثبت رسید.
جوهن رایندت از تیم لوتوس-فورد، کریس ایمون از تیم مارچ-فورد و جک برابام از تیم برابام-فورد به‌ترتیب مقام‌های اول تا سوم مسابقه را کسب کردند.

## رده‌بندی قهرمانی پس از مسابقه
|       | جایگاه | راننده      | امتیاز |
| ----- | ------ | ----------- | ------ |
| ۱     | ۱      | جوهن رایندت | ۲۷     |
| ۱     | ۲      | جکی استوارت | ۱۹     |
|       | ۳      | جک برابام   | ۱۹     |
| ۳     | ۴      | کریس ایمون  | ۱۲     |
|       | ۵      | دنی هیولم   | ۱۲     |
| منبع: |        |             |        |

|       | جایگاه | سازنده      | امتیاز |
| ----- | ------ | ----------- | ------ |
| ۱     | ۱      | لوتوس-فورد  | ۳۲     |
| ۱     | ۲      | مارچ-فورد   | ۳۱     |
|       | ۳      | برابام-فورد | ۲۱     |
|       | ۴      | مک‌لارن-فورد | ۱۹     |
|       | ۵      | ماترا       | ۱۵     |
| منبع: |        |             |        |

یادداشت
- تنها پنج جایگاه نخست از هر رده‌بندی نمایش داده شده‌است.